# AS Andria BAT
AS Andria BAT is een Italiaanse voetbalclub uit de stad Andria, gelegen in de regio Apulië. De club werd opgericht in 1971 en speelt haar thuiswedstrijden in het Stadio Degli Ulivi, met een capaciteit van ongeveer 10.000 toeschouwers

## Geschiedenis
AS Andria BAT, oorspronkelijk opgericht in 1971, heeft verschillende naamswijzigingen en fusies ondergaan gedurende haar bestaan. Een belangrijke naamsverandering vond plaats in 2005, toen de club de naam Andria BAT aannam, waarbij "BAT" staat voor de provincies Barletta-Andria-Trani, om de verbondenheid met deze regio te benadrukken. Door de jaren heen heeft de club gespeeld op verschillende niveaus van het Italiaanse voetbalsysteem, voornamelijk in de Serie C en Serie D, tevens is noemenswaardig dat de club in 1999 een seizoen heeft doorgebracht in de Serie B

## Stadion
Het Stadio Degli Ulivi, gelegen in Andria, is het thuisstadion van de club. Het stadion biedt plaats aan 10.500 toeschouwers en dient als locatie voor zowel competitiewedstrijden als andere clubactiviteiten.

## Bekende (oud-)spelers
- Bernardo Corradi
- Matjaž Florjančič
- Marco Giampaolo
- Cristiano Lupatelli